# Solo Leveling
Solo Leveling (hangul: 나 혼자만 레벨업; rr: Na Honjaman Rebeleop), também traduzido alternativamente como Only I Level Up, é uma web novel sul-coreana escrita por Chugong. Foi serializado na plataforma digital de quadrinhos e ficção de Kakao, KakaoPage, a partir de 25 de julho de 2016, e mais tarde foi publicado na íntegra pela D&C Media sob seu selo Papyrus em 4 de novembro de 2016.
Uma adaptação webtoon do Solo Leveling foi serializada pela primeira vez no KakaoPage em 4 de março de 2018; foi ilustrado por Jang Sung-Rak (também conhecido como Dubu), o CEO da Redice Studio, que morreu em 23 de julho de 2022 após sofrer uma hemorragia cerebral. A primeira temporada do webtoon foi concluída em 19 de março de 2020 e sua segunda temporada começou em 1º de agosto de 2020, concluindo em dezembro de 2021 com seu 179º capítulo. Seus capítulos individuais foram coletados e publicados pela D&C Media em cinco volumes em 20 de setembro de 2022. A novel foi licenciada em inglês pela Yen Press. Atualmente Solo Leveling possui mais de 200 capítulos.
Uma adaptação em anime para televisão produzida pela A-1 Pictures foi ao ar de janeiro a março de 2024. Uma segunda temporada, intitulada Arise from the Shadow, estreou em janeiro de 2025.
Um jogo de RPG está em desenvolvimento na Netmarble. Uma adaptação para anime da A-1 Pictures está programada para estrear em janeiro de 2024.

## Enredo
Em um mundo onde caçadores – humanos que possuem habilidades mágicas – devem lutar contra monstros mortais para proteger a raça humana de certa aniquilação, um caçador notoriamente fraco chamado Sung Jinwoo se encontra em uma luta aparentemente interminável pela sobrevivência. Um dia, depois de sobreviver por pouco a uma masmorra dupla esmagadoramente poderosa que quase acaba com todo o seu grupo, um programa misterioso chamado Sistema o escolhe como seu único jogador e, por sua vez, dá a ele a habilidade extremamente rara de subir de nível em força, possivelmente além de qualquer limites conhecidos. Jinwoo então parte em uma jornada enquanto luta contra todos os tipos de inimigos, tanto homens quanto monstros, para descobrir os segredos das masmorras e a verdadeira fonte de seus poderes.

## Mídia

### Web novel
Solo Leveling foi serializado pela primeira vez na plataforma digital de quadrinhos e ficção de Kakao, KakaoPage, desde 25 de julho de 2016, e mais tarde publicado pela D&C Media sob seu selo de ficção de fantasia "Papyrus". Desde 2016, o romance conquistou 2,4 milhões de leitores no KakaoPage. O romance foi licenciado em inglês pela Webnovel sob o título Only I level up de 21 de dezembro de 2018 a 24 de junho de 2019.
O romance foi licenciado e publicado em volumes coletados pela Yen Press desde 16 de fevereiro de 2021.

### Publicação em formato de light novel
Além da serialização original como web novel, Solo Leveling também foi lançado em formato de light novel pela editora D&C Media, com edições revisadas e organizadas em volumes físicos. Esses livros apresentam ajustes na narrativa, maior aprofundamento em personagens e diferenças sutis em relação à versão original online. A publicação dos volumes contribuiu para ampliar o alcance da obra em diversos mercados internacionais, consolidando ainda mais o sucesso da franquia.

### Webtoon
Uma adaptação do webtoon foi lançada no KakaoPage em 4 de março de 2018 e concluiu sua primeira temporada em 19 de março de 2020. Seu primeiro volume coletado foi lançado pela D&C Media em 26 de setembro de 2019. No Japão, o Solo Leveling foi lançado no serviço de ficção e webtoon da Kakao Japan, Piccoma, e acumulou mais de 1 milhão de leitores acumulados. Também foi selecionado como o webtoon nº 1 no "Best of 2019" da Piccoma. O webtoon foi publicado digitalmente em inglês pela Webnovel e Tappytoon desde 7 de maio e 4 de junho de 2020, respectivamente. Também é publicado em Tapas em inglês. Os volumes coletados foram licenciados e publicados na América do Norte pela Yen Press desde 2 de março de 2021.

### Jogo
Em janeiro de 2022, a Netmarble anunciou que está desenvolvendo um videogame de RPG baseado na série.

### Anime
Uma adaptação para anime foi anunciada na Anime Expo 2022. Produzido pela A-1 Pictures e dirigido por Shunsuke Nakashige, com Noboru Kimura escrevendo os roteiros, Tomoko Sudo desenhando os personagens e Hiroyuki Sawano compondo a música. A Crunchyroll licenciou a série fora da Ásia.
Após a transmissão do final da primeira temporada, uma segunda temporada intitulada Solo Leveling: Arise from the Shadow foi anunciada. Ela estreou em 05 de janeiro de 2025.